# Andreu Bosch (football, 1903)
Pour les articles homonymes, voir Andreu Bosch et Bosch.
Andreu Bosch i Girona est un footballeur espagnol, né le 1er août 1903 et mort le 5 juillet 1978 à Barcelone. Il joue au poste de milieu de terrain durant les années 1920 notamment au FC Barcelone. Son fils Andreu Bosch est également footballeur.

## Biographie
Andreu Bosch Girona commence à jouer au CE Júpiter. Il défend les couleurs du FC Barcelone de l'âge d'or 1922-1929. Il remporte avec le Barça cinq championnats de Catalogne et trois Coupes d'Espagne, dont la fameuse édition de 1928 qui voit le Barça l'emporter après une finale rejouée face à la Real Sociedad.
Il fait partie de l'équipe du FC Barcelone qui remporte le premier championnat d'Espagne de l'histoire en 1929. Il joue trois matchs. Il débute en championnat le 3 mars 1929 face au Arenas de Getxo dans un match qui se termine sur le score de deux buts partout. À la fin de la saison, il quitte le FC Barcelone et retourne au CE Júpiter où il met un terme à sa carrière. Son fils Andreu Bosch joue dans le Barça des cinq Coupes au début des années 1950. Ainsi, père et fils ont participé à deux des âges d'or du Barça.

## Palmarès
- Champion d'Espagne en 1929 avec le FC Barcelone
- Vainqueur de la Coupe d'Espagne en 1925, 1926 et 1928 avec le FC Barcelone
- Champion de Catalogne en 1924, 1925, 1926, 1927 et 1928 avec le FC Barcelone